# Metrosideros
Metrosideros és un gènere de plantes amb flor de l'ordre de les mirtals.

## Taxonomia
- Subgènere Metrosideros
  - Metrosideros bartlettii (Nova Zelanda)
  - Metrosideros boninensis (Illes Bonin)
  - Metrosideros cherrieri (Nova Caledònia)
  - Metrosideros collina (des de Vanuatu fins a la Polinèsia francesa)
  - Metrosideros engleriana (Nova Caledònia)
  - Metrosideros excelsa (sin. de M. tomentosa) (Nova Zelanda)
  - Metrosideros gregoryi (Samoa)
  - Metrosideros humboldtiana (Nova Caledònia)
  - Metrosideros kermadecensis (Illes Kermadec)
  - Metrosideros macropus (Hawaii)
  - Metrosideros microphylla (Nova Caledònia)
  - Metrosideros nervulosa (Illa de Lord Howe)
  - Metrosideros nitida (Nova Caledònia)
  - Metrosideros ochrantha (Fiji)
  - Metrosideros oreomyrtus (Nova Caledònia)
  - Metrosideros polymorpha - ‘ohi‘a lehua (Hawaii)
  - Metrosideros punctata (Nova Caledònia)
  - Metrosideros robusta - Rātā del nord(Nova Zelanda)
  - Metrosideros rugosa (Hawaii)
  - Metrosideros sclerocarpa (Illa de Lord Howe)
  - Metrosideros tremuloides (Hawaii)
  - Metrosideros umbellata - Rātā del sud (Nova Zelanda)
  - Metrosideros waialeaiae (Hawaii)

- Subgènere Mearnsia
  - Metrosideros albiflora (Nova Zelanda)
  - Metrosideros angustifolia (Àfrica del Sud)
  - Metrosideros brevistylis (Nova Caledònia)
  - Metrosideros cacuminum (Nova Caledònia)
  - Metrosideros carminea (Nova Zelanda)
  - Metrosideros colensoi (Nova Zelanda)
  - Metrosideros cordata (Nova Guinea)
  - Metrosideros diffusa (Nova Zelanda)
  - Metrosideros dolichandra (Nova Caledònia)
  - Metrosideros fulgens (Nova Zelanda)
  - Metrosideros halconensis (Filipines)
  - Metrosideros longipetiolata (Nova Caledònia)
  - Metrosideros operculata (Nova Caledònia)
  - Metrosideros ovata (Nova Guinea)
  - Metrosideros paniensis (Nova Caledònia)
  - Metrosideros parkinsonii (Nova Zelanda)
  - Metrosideros patens (Nova Caledònia)
  - Metrosideros perforata (Nova Zelanda)
  - Metrosideros porphyrea (Nova Caledònia)
  - Metrosideros ramiflora (Nova Guinea)
  - Metrosideros rotundifolia (Nova Caledònia)
  - Metrosideros salomonensis (Salomó; aquesta espècie ja fou integrada en els dos subgèneres)
  - Metrosideros scandens (Nova Guinea)
  - Metrosideros whitakeri (Nova Caledònia)
  - Metrosideros whiteana (Nova Guinea)